# 大邱韓医大病院駅
大邱韓医大病院駅（テグハニデビョンウォンえき）は、大韓民国大邱広域市東区に位置する大邱交通公社1号線の駅である。駅番号は147。

## 駅構造
- 相対式ホーム2面2線の高架駅。

## 歴史
- 2023年11月16日：駅名確定[1]。
- 2024年12月21日：開業[2]。

## 隣の駅
大邱交通公社
●1号線
安心駅 (146) - 大邱韓医大病院駅 (147) - 釜湖駅 (148)